# Леошко, Павел Васильевич
Павел Васильевич Леошко — командир пулеметного расчёта 903-го горнострелкового полка (242-я горно-стрелковая дивизия, 1-я гвардейская армия, 4-й Украинский фронт), сержант.

## Биография
Павел Васильевич Леошко родился в казачьей семье в станице Петро́вская Темрюкского отдела Кубанской области (в настоящее время Славянский район Краснодарского края). Окончил 5 классов школы, работал в колхозе.
В мае 1942 года Чёрноерковским райвоенкоматом был призван в ряды Красной армии. С марта 1943 года на фронтах Великой Отечественной войны.
В бою за освобождение города Керчь 10 апреля 1944 года командир расчёта сержант Леошко первым поднялся на штурм обороны противника и увлёк за собой бойцов своего подразделения. Первым достиг домов в которых находился противник, чем подал пример остальнм бойцам и сержантскому составу и обеспечил успех боя. В этом бою из пулемёта он уничтожил 15 солдат противника. Приказом по 4-му Украинскому фронту от 15 сентября 1944 года он был награждён орденом Славы 3-й степени.
В наступательном бою по прорыву обороны противника в районе населённого пункта Вислок-Вельки в Подкарпатском воеводстве сержант Леошко со своим расчётом выдвинулся вперёд с пулемётом и интенсивным огнём уничтожил 2 огневые точки и до 20 солдат, способствуя прорыву обороны и дальнейшему преследованию противника.. Приказом по 1-й гвардейской армии от 14 декабря 1944 года он был награждён орденом Славы 2-й степени.
У населённого пункта Бачков в Словакии 20 декабря 1944  года расчёт сержанта Леошко скрытно проник в расположение противника, неожиданно для врага открыл огонь и уничтожил около 20 солдат противника. Был в этом бою тяжело ранен (осколками гранат перебиты ноги), но поле боя не покинул. В госпитале были ампутированы обе ноги. Указом Президиума Верховного Совета СССР от  29 июня 1945 года он был награждён орденом Славы 1-й степени.
После войны возвратился на родину. Трудился в колхозе.
Скончался Павел Васильевич Леошко 10 апреля 1978 года.

## Память
- Похоронен на кладбище хутора Нещадимовский Славянского района.